# Shalom Nagar
Shalom Nagar (1936 of 1938 – Israël, 26 november 2024) was een Israëlische gevangenisbewaker van Jemenitische afkomst. Hij stond bekend als de man die in 1962 de Duitse oorlogsmisdadiger Adolf Eichmann heeft opgehangen. 
Nagar werd geboren in Jemen en emigreerde samen met zijn broer in 1949 naar Israël. Hij diende als parachutist in het leger en werd na zijn diensttijd politieagent. In 1957 werd hij gevangenisbewaarder in Ramla. Vanwege zijn Arabische afkomst was hij in 1961 een van de 22 cipiers die de uit Argentinië ontvoerde Eichmann moesten bewaken. Nadat in 1962 het doodvonnis werd uitgesproken over Eichmann, wees het lot Nagar aan als beul. Na voltrekking van de executie door ophanging op 31 mei 1962 had Nagar last van gewetenswroeging. Hij weigerde verdere diensten als beul. Na zijn pensionering is hij rabbijn geworden.